# Бир-Аджам
Бир-Аджам (Бир-Ажам; также пишется Бираджам, араб. بئر عجم‎) — черкесское селение расположенное на Голанских высотах, на юге Сирии. Административно входит в состав мухафазы Эль-Кунейтра.

## География
Селение расположено в 7 км к юго-востоку от заброшенного города Эль-Кунейтра и в 90 км к юго-западу от Дамаска, на территории находящейся под управлением ООН.
Близлежащие населенные пункты — Эль-Кунейтра на северо-западе, Набаа Ас-Сахр на северо-востоке, Аль-Харра на востоке, Намер на юго-востоке и Барика на юге.

## История
Селение было основано в 1872 году черкесскими мухаджирами, выселенных из своей исторической родины, после окончания Кавказской войны. Основное население состояло из двух адыгских (черкесских) обществ — абадзехов и кабардинцев.
В конце XIX века Бир-Аджам описывался как большой и процветающий черкесский аул на берегу озера, с 80 дворами и общей численностью населения в 440 человек.

### Перемещения и реконструкции
В 1967 году в ходе шестидневной войны, большая часть Голанских высот была оккупирована армией Израиля и посёлок оказавшийся в зоне боевых действий был заброшен.
В 1973 году, в ходе войны Судного дня, часть Голанских высот (включая территорию Бир-Аджама) была отвоевана Сирией, однако его жители фактически не возвращались в поселок до конца 1970-х годов.
Правительство завершило строительство новых домов в северной части села в 1986 году, чтобы стимулировать возвращения населения. Однако половина из этих домов до сих пор пустуют. Реконструкция также была начата в южной, исторической части селения.

### Сирийская гражданская война
4 ноября 2012 года израильские военные заявили, что три танка Сирийской армии вошли в Бир-Аджам, в ходе операции против антиправительственных повстанцев, пытающихся свергнуть сирийское правительство Башара Асада в рамках продолжающейся сирийской гражданской войны.

## Население
По сведениям Сирийского Центрального статистического Бюро (ЦСБ), по переписи 2004 года в Бир-Аджаме проживало 353 человека и представляло собой мононациональное черкесское селение.
По последним статистическим данным, местных жителей в селении насчитываются около 400 черкесов. Мужчины составляют 55 %, женщины — 45 %. Около 40 % населения имеют доступ к современным цифровым оборудованиям. Среднемесячный доход семьи составляет около €300.
Летом туристическая активность значительно возрастает, и в результате население может удвоиться или даже утроиться. Многие приезжие являются родственниками, которые приезжают из других сёл мухафазы, в том числе из сёл контролируемых Израилем в районе Голанских высот.

## Экология
Несмотря на то, что селение расположено в зоне сухого субтропического климата, климат в селе умеренный летом и холодный зимой. Населённый пункт находится в окружении лесов, в которых обитают такие животные как лиса, шакал, кабан и другие, а также несколько видов птиц, в том числе удоды. Из-за частых военных конфликтов в регионе, разнообразие животных подвергается устойчивому спаду, которое угрожает ликвидации местной фауны полностью.

## Сельское хозяйство и животноводство
Сельское хозяйство в основном сосредоточено на выращивание оливковых деревьев, виноградников и миндалей. В сфере животноводства развита разведение крупного рогатого скота, который являются источником дохода для многих семей.

## Известные уроженцы
- Цагов Нури Айтекович — черкесский просветитель, общественный и политический деятель.